# شهرستان هوانگلونگ
شهرستان هوانگلونگ (به لاتین: Huanglong County) یک منطقهٔ مسکونی در چین است که در یان‌آن واقع شده‌است.